# 4. gardijska brigada HVO "Sinovi Posavine"
4. gardijska brigada "Sinovi Posavine" je bila jedna od gardijskih brigada Hrvatskog vrijeća obrane, napravljena je kao želja Hrvata za opstanak u Bosanskoj Posavini
4. gardijska brigada je odlikovana Redom Nikole Šubića Zrinskog povodom Dana pobjede i domovinske zahvalnosti i 25. obljetnice Operacija Oluja 2020. godine.

## Rat u BIH
Cilj djelovanja JNA bio je ovladavanje tokom rijeke Save i područjem Bosanske Posavine, uspostavljanje sigurnog koridora koji bi zapadne dijelove Bosne i Hercegovine, koje su već nadzirali Srbi (banjalučka i dobojska regija), kao i Republike Srpske Krajine u Hrvatskoj kopnenim putem povezali sa Srbijom. U Bosanskoj Posavini organizirana je Hrvatska zajednica Bosanska Posavina. U Hrvatsku zajednicu Bosansku Posavinu ušle su općine: Bosanski Brod, Modriča, Bosanski Šamac, Brčko, Derventa, Odžak, Orašje i Gradačac, a sjedište je bilo u Bosanskom Brodu. Osnivanjem Hrvatskog vijeća obrane, 8. travnja 1992. godine, HZ Bosanska Posavina je povezana s Hrvatskom zajednicom Herceg-Bosnom.
JNA angažira krupne oklopno-mehanizirane sastave i cijelo ljeto 1992. godine vode se intenzivne borbe. Područje Bosanske Posavine pod nadzorom je HVO-a, koji intenzivno potpomaže Hrvatska vojska, uz pružanje logistike na frontu i sudjelovajući i s krupnijim sastavima. Glavni problem obrane Bosanske Posavine bio je postojanje dviju linija zapovijedanja - političke i vojne. Dok je vojna logika nalagala odsudnu odbranu i presjecanje koridora prema Krajini, čime bi se ubrzao i pad Krajine u Hrvatskoj, a snage HV-a i HVO-a bile su dovoljno opremljene i motivirane za uspješno izvršenje takvih operacija, politički argument je presudio i došlo je do povlačenja HV-a iz Bosanske Posavine, nakon čega je ubrzo uslijedilo i srpsko zauzimanje toga dijela BiH.Ljeto 1992. prošlo je u žestokim napadima i protunapadima, ali je krajnji rezultat za srpsku stranu bio povoljan. Srbi su imali tri faze ofenzivnih djelovanja. U travnju i svibnju su zauzeli Bosanski Šamac (17. travnja 1992.) i Brčko (7. svibnja 1992.). Nastavkom borbi u lipnju srpske snage zauzimaju Derventu (7. srpnja 1992.), Modriču (28. lipnja 1992.) i Odžak (13. srpnja 1992.), a konačni slom obrane hrvatskih snaga u Bosanskoj Posavini uslijedio je 6. listopada 1992. godine srpskim zauzimanjem Bosanskog Broda.
U razdobljima između srpskih napada slijedile su protunapadi snaga HV-a i HVO-a, u kojima se, navodno, uspjele doći do ispred Doboja, ali su tada zaustavljene političkim direktivama. Na svom dijelu fronta, HVO i Armija BiH zabilježili su uspjeh obranom Gradačca, a manje je poznat podatak da su jedinice Armije BiH i HVO-a do 1993. godine držale ratnu liniju u predgrađima Brčkog na približno kilometar od rijeke Save. Na dijelu Bosanske Posavine, uz rijeku Savu, pod nadzorom HVO-a održala se enklava kod Orašja, gdje su jedinice HVO-a uspjele odbiti kasnije jake srpske napade u svibnju 1995. godine.
Poražene srpske snage u Republici Hrvatskoj, nakon akcije Bljesak, su prebačene na Posavski koridor, u okolicu Orašja. Oporavljene od poraza u Hrvatskoj, pojačane i izuzetno naoružane srpske snagu krenule su u odlučujući napad, pod nazivom Osveta, s namjerom okupiranja prostora općine Orašje. Napad je počelo 5. svibnja 1995. godine. Srpski neprijatelj je upotrijebio svu moguću tešku tehniku, uključujući i bojne otrove. Tisuće srpskih vojnika i specijalaca bezuspješno je napadalo i pokušavalo probiti crte obrane. Hrabri oraški branitelji su sve napade uspješno odbijali i nanosili neprijatelju katastrofalne gubitke od kojih se nije oporavio do kraja rata, tako da je crta bojišnice do Daytonskog sporazuma, bila uglavnom mirna i bez većih djelovanja.
Brigada je imala svoje informativno glasilo Sinovi Posavine.

## HVO u Bosanskoj Posavini
Osnovane brigade Hrvatskog vijeća obrane u Bosanskoj Posavini:[19][20]
- 101. pješačka brigada HVO Bosanski Brod

- 102. pješačka brigada HVO Odžak

- 103. pješačka brigada HVO Derventa

- 104. pješačka brigada HVO Bosanski Šamac

- 105. pješačka brigada HVO Modriča

- 106. pješačka brigada HVO Orašje

- 107. pješačka brigada HVO Gradačac

- 108. pješačka brigada HVO Ravne-Brčko

## Poginuli pripadnici 4. gardijske brigade
- Derventa - 477

- Bosanski Brod - 386

- Orašje - 215

- Odžak - 148

- Modriča - 127

- Bosanski Šamac - 15

## Odlikovanja
4. gardijska brigada Sinovi Posavine je odlikovana Redom Nikole Šubića Zrinskog povodom Dana pobjede i domovinske zahvalnosti i 25. obljetnice Operacija Oluja 2020. godine.

## Srodni članci
- Hrvatsko vijeće obrane

## Unutarnje poveznice
| - Bosanskohercegovački Hrvati u Ratu u Bosni i Hercegovini - Hrvatska Republika Herceg-Bosna - ATJ Širokobriješka Kažnjenička bojna HVO - Bošnjačko-hrvatski sukob - Operacija Cincar | - Operacija Zima '94. - Operacija Ljeto '95. - Operacija Maestral - Federacija Bosne i Hercegovine - Hrvatska samouprava u Bosni i Hercegovini |